# Parlament Kanade
Parlament Kanade (eng. Parliament of Canada, fr. Parlement du Canada) federalna je zakonodavna vlast Kanade koja se nalazi na Parliament Hillu, Ottawa, Ontario. Sastoji se od monarha, kojeg predstavlja generalni guverner, senata i Zastupničkog doma (eng. House of Commons) od kojih svaki ima vlastite službenike i organizaciju. Generalni guverner imenuje senatore (svih 105) na prijedlog predsjednika vlade, dok 338 zastupnika Zastupničkog doma - zvani članovima parlamenta (eng. members of parliament; skraćeno MPs) - izravno biraju kanadski birači na izborima. Svaki MP predstavlja jednu izbornu jedinicu. Generalni guverner saziva parlament, a monarh ili njegov predstavnik mogu ga raspustiti, nakon čega se održavaju opći izbori.
Prema neformalnim konvencijama, Zastupnički dom dominantna je grana parlamenta, a senat i Kruna, tj. monarhi i njegovi predstavnici, rijetko se protive njegovim odlukama. Kako bi predložak zakona zapravo postao zakon, prvo mora biti predstavljen u senatu ili zastupničkom domu nakon čega se dva puta raspravlja o njemu. Nakon što je odobren u prvom domu (dom u kojem je prvotno predstavljen), predložak se šalje drugom domu gdje se također održavaju tri rasprave. Nakon što je zakon odobren u oba doma, monarh ili njegov predstavnik daje kraljevski pristanak kojim predlošci postaju zakoni.
|  |  |  |

## Sastav
Parlament Kanade sastoji se od tri tijela: monarha, Senata i Zastupničkog doma. Svako od njih ima posebnu ulogu, ali rade u skladu s zakonodavni postupkom. Ovaj oblik naslijeđen je od Ujedinjenog Kraljevstva i time je gotovo identična preslika parlamenta u Westminsteru. Razlike između parlamenta UK-a i Kanade proizlaze iz stanja jedinstvenih za Kanadu, kao što je povremeno prebivanje monarha u državi i nedostatak plemstva (eng. peerage) koje bi činilo gornji dom.
Samo zastupnici Zastupničkog doma nazivaju se članovima parlamenta (eng. members of parliament), iako su senatori također dio parlamenta. Iako su manje moćni u zakonodavstvenom smislu, senator izauzimaju viši položaj u nacionalnoj protokolarnoj hijerarhiji. Ni jedan službenik ne može biti član dvaju domova odjednom.

### Monarh
Ni monarh ni njegov ili njezin zamjenik ne sudjeluju u zakonodavnom procesu, osim u davanju kraljičinog pristanka za predložak zakona koji je odobren u oba doma parlamenta - poznato kao kraljevski pristanak, kojim predložak postaje zakon. U većini slučajeva, generalni guverner daje kraljevski pristanak, iako to može učiniti i kraljica na zahtjev kabineta ili njezinog zamjenika.
Tradicionalno, monarh i njegovi ili njezini zamjenici ne smiju ući u Zastupnički dom, zbog čega se sve ceremonije u kojima sudjeluju održavaju u Senatu. Oba doma sadrže žezlo koje simbolizira njihovu podložnost monarhu. Svi novi članovi oba doma moraju izraziti odanost vladaru izričući Prisegu vjernosti.

### Senat
Gornji dom Parlamenta Kanade, Senat (franc. Sénat), je skupina od 105 pojedinaca koje imenuje generalni guverner na prijedlog predsjednika vlade. Kako bi osoba bila imenovana senatorom, mora biti stara barem 30 godina, podložna monarhu, posjedovati posjed vrijedan barem 4000 kanadskih dolara, kao i posjedovati posjed vrijedan barem 4000 CAD u provinciji koju će zastupati u Senatu. Sve do 1965. godine senatori su bili imenovani doživotno, nakon čega je uveden ustavni amandman koji je zahtijevao da se svi senatori umirove nakon što navrše 75 godina. Senatori mogu i odstupiti sa svojeg položaja, a mogu i biti odriješeni dužnosti ako ne prisustvuju na dva uzastopna saziva parlamenta.
Senat je jednoliko podijeljen između 4 geografska područja: 24 za Ontario, 24 za Québec, 24 za pomorska područja (10 za Novu Škotsku, 10 za Novi Brunswick i 4 za Otok Princa Edwarda) i 24 za zapadne provincije (po 6 za Albertu, Britansku Kolumbiju, Manitobu i Saskatchewan). Iako Newfoundland i Labrador, koji je postao kanadska provincija 1949. godine, nije dio ni jednog senatorskog odjela, predstavlja ih 6 senatora. Troje senatora predstavljaju i tri kanadska teritorija - Sjeverozapadne teritorije, Nunavut i Yukon. Generalni guverner može privemeno, na dozvolu kraljice, imenovati i dodatna 4 ili 8 senatora čime je 113 maksimalan broj senatora.

### Zastupnički dom
Zastupnički dom (franc. Chambre des communes) sastoji se od 338 članova koje biraju kanadski birači podijeljeni u izborne jedinice. Kako bi se osoba kandidirala za mjesto u Zastupničkom dom, mora biti stara barem 18 godina. Izabrani zastupnici su članovi Zastupničkog doma sve dok njegovog raspuštanja, nakon čega se mogu ponovno kandidirati. Izborne jedinice redovito se reorganiziraju nakon svakog popisa stanovništva koji se održava svakih 10 godina - iako, ustavni akt iz 1867. g. osigurana svakoj provinciji isti broj zastupnika koliko imaju i senatora, a tzv. "djedovska klauzula" (eng. "grandfather clause") dopušta da svaka provincija ima najmanje isti broj zastupnika kao što je imala 1976. ili 1985. godine.

## Povijest
Nakon pripajanja Nove Francuske Velikoj Britaniji pariškim sporazumom iz 1763. godine, Kanadom je vladano prema Kraljevskoj proklamaciji kralja Đura III. Ovome je pridodan i Kvibeški akt (eng. Quebec Act), kojim je monarh-u-vijeću (ili guverner-u-vijeću, eng. governor-in-council) dobio moć praviti odredbe, a britanski monarh iz Westminstera imenovao je vijeće i guvernera na prijedlog njegovih ili njezinih ministara. Godine 1791. provincija Quebec podijeljena je na Gornju i Donju Kanadu, od kojih je svaka imala vlastito zakonodavno vijeće, zakonodavnu skupštinu i guvernera, čime je preslikana parlamentarna struktura Britanije.
Tijekom anglo-američkog rata iz 1812. godine - točnije, tijekom bitke kod Yorka, vojska SAD-a zapalila je zgradu Zakonodavne skupštine Gornje Kanade u Yorku (danas Toronto). Godine 1841., britanska vlada ujedinila je Gornju i Donju Kanadu u Provinciju Kanadu, koja je imala zajednički parlament koji se također sastojao od skupštine, vijeća i guvernera.
Lokacija parlamenta često se mijenjala tijekom povijesti: od 1841. do 1844. nalazila se u Kingstonu, gdje se danas nalazi Opća bolnica Kingston; od 1844. do požara iz 1849. koji je uništio zgradu parlamenta, nalazio se u Montréalu; nakon nekoliko godina alternacije između Toronta i grada Québeca, parlament je 1856. g. premješten u Ottawu, a kraljica Viktorija odlučila je 1857. godine kako će taj grad biti glavni grad.
Današnji parlament Kanade nastao je 1867. godine. Te godine parlament Ujedinjenog Kraljevstva Velike Britanije i Irske donio je Akt britanske Sjeverne Amerike, čime su provincije Novi Brunswick, Nova Škotska i Kanada - s time da je Provincija Kanada bila podijeljena na Quebec i Ontario - ujedinjene u federaciju nazvanu Dominion Kanade. Iako je oblik nove federalne vlasti bio ponovno gotovo identičan parlamentu Ujedinjenog Kraljevstva, odluka da se taj oblik zadrži načinjena je pod jakim utjecajem nedavnog Američkog građanskog rata koji je mnogim Kanađanima ukazivao na greške u američkom federalnom sustavu - savezne države su relativno jake u odnosu na federalnu vlast. Akt britanske Sjeverne Amerike ograničavao je moć provincija tako što svi subjekti koji ovim dokumentom nisu izričito delegirani njima, ostaju pod upravom federalnog parlamenta.
Puna zakonodavna autonomija odobrena je Westminsterskim statutom iz 1931. godine, sastavljenim od strane Ujedinjenog Kraljevstva i ratificiranim od strane Kanadskog parlamenta. Iako je statut dopuštao Kanadskom parlamentu odbijanje i dopunjavanje dosadašnjih britanskih zakona primijenjenih u Kanadi, zabranjivao je ukidanje Kanadskog ustava, uključujući Akt britanske Sjeverne Amerike. Time je bilo potrebno donošenje novog britanskog zakona svaki put kada je kanadski parlament zahtijevao novi ustavni amandman, iako je bio potreban pristanak Kanade. Parlamentu Kanade dopušteno je ograničeno izmjenjivanje ustava Britanskim parlamentarnim aktom iz 1949. godine, ali nije bilo dopušteno utjecati na moć provincijskih vlada, službeni položaj engleskog i francuskog jezika, ili maksimalni petogodišnji mandat zakonodavstva.
Kanadski kabinet 1982. godine posljednji je puta zatražio od parlamenta Ujedinjenog Kraljevstva da donese ustavni amandman - Kanadski akt, kojim više nije potrebno zahtijevati od Ujedinjenog Kraljevstva da donese određene dopune Kanadskom ustavu, a puna zakonodavna moć prenesena je na kanadska zakonodavna tijela. Većina amandmana danas zahtjeva pristanak Senata, Zastupničkog doma i dvije trećine zakonodavnih skupština provincija koje predstavljaju većinu stanovništva.

## Jurisdikcija
Moć Parlamenta Kanade ograničena je Ustavom koji dijeli zakonodavne mogućnosti između federalnih i provincijskih zakonodavnih vlasti. Provincijske zakonodavne vlasti mogu samo donositi zakone koji se tiču tema koje su Ustavom izričito rezervirane za njih - kao što je obrazovanje, provincijski službenici, općinske vlade, i slično. Sva ostala pitanja su pod izričitom upravom federalnog parlamenta. U nekim slučajevima jurisdikcija federalne i provincijske vlasti može biti nejasna. Na primjer, federalni parlament općenito regulira brak i razvod, ali službeni dio bračne i brakorazvodne reguliraju provincijske vlasti. Još neki primjeri su i regulacija poreza, agrikulture, kažnjavanja zločina, itd.
Moć Parlamenta ograničena je i Kanadskom poveljom prava i sloboda, iako se većina odredbi toga dokumenta mogu zaobići pomoću Sekcije 33 iz istog dokumenta. Zakoni koji krše bilo koji dio ustava su neispravni i mogu biti proglašeni neustavnim.

## Vanjske poveznice
- Službene stranice  Arhivirana inačica izvorne stranice od 13. rujna 2016. (Wayback Machine) (engl.)
- Službene stranice  Arhivirana inačica izvorne stranice od 29. kolovoza 2016. (Wayback Machine) (fr.)
- Službene stranice senata Kanade (engl.)
- Službene stranice senata Kanade (fr.)